# Jean de La Bruyère
Jean de La Bruyère (16. srpna 1645 – 10. května 1696) byl francouzský spisovatel a filosof a moralista.

## Život a dílo
Jean de La Bruyère byl synem Ludvíka de La Bruyére, kontrolora městských příjmů. Byl vychováván patrně u oratoriánů v Paříži, poté studoval práva v Orléans, kde se v roce 1665 stal licenciátem obojího práva a pařížským advokátem. Nicméně tuto funkci nevykonával. V roce 1673 koupil úřad pokladníka u finančního obvodu caenského, ale v Caen nežil. Pobýval v Paříži jako pozorovatel a zvědavec, až v roce 1684 prostřednictvím Jacqua-Bénigna Bossueta, jehož znal neznámo odkud, se stal vychovatelem v domě Condé tehdy 16letého burgundského vévody. V prosinci 1686 La Bruyère svou vychovatelskou činnost ukončil, ale zůstal i nadále v domě Condé jako člen vévodovy družiny (gentilhomme de Monsieur le Duc). Povaha většiny členů domu Condé byla zvrhlá, hrubá a ukrutnická a La Bruyère hrdost zde byla ve značné míře urážena.
V březnu 1688 vyšlo první vydání proslulého La Bruyèrova díla Les caractéres de Théophraste, traduits du grec, avec les caractéres ou les moeurs de ce siécle. Úspěch tohoto vydání byl znamenitý. Téhož roku došlo ke dvěma novým vydání. 4. vydání vyšlé o rok později bylo rozšířeno o více než 350 nových charakterů, následující 5. vydání (1690) o více než 150, Následující 6. (1691) a 7. vydání (1692) každé asi o 80. Vydání 8. (1693) o více než 40 a poslední 9. vydání vyšlo několik dnů po La Bruyèrově smrti nerozšířeno. Výtěžek knihy určil de La Bruyére jako věno dcery nakladatele Michalleta. Odhaduje se celkem na částku 100 – 300 tisíc franků.
V roce 1691 se ucházel o místo ve Francouzské akademii, kam ale napoprvé nebyl zvolen. To se mu podařilo následně o dva roky později v roce 1693. Poslední léta života skládal de La Bruyére Dialogues sur le quiétisme, toto dílo však nedokončil. V roce 1699 bylo uveřejněno abbém du Pin, který doplnil sedm dialogů La Bruyérových svými dvěma a také přepracoval prvých sedm.
Jean de La Bruyére zemřel, raněn mrtvicí[nepřesný odkaz], v noci z 10. na 11. května 1696.